# Agosto (novela)
Agosto es una novela histórica de Rubem Fonseca publicada en 1990 en Brasil. Se considera como una fusión de géneros ya que, además de histórica, presenta el género negro con el thriller político.
La novela recrea, mezclando hechos reales y ficticios, lo ocurrido en el mes de agosto de 1954 desde el asesinato el primer día del mes del empresario Paulo Machado Gomes Aguiar y que culmina con el suicidio del presidente Getúlio Vargas. La historia, a lo largo de 24 días que inspiran el número de capítulos de la novela, se narran tanto las intrigas políticas alrededor del posible golpe de Estado que buscaría alejar a Vargas de la presidencia tras el fallido atentado contra el periodista Carlos Lacerda como la investigación del asesinato de Gomes Aguiar llevado a cabo por el personaje principal, el comisario Alberto Mattos.
La novela fue posteriormente adaptada por TV Globo para una miniserie protagonizada por José Mayer y Vera Fischer.